# Beornred
Beornred staat op de lijst van koningen van Mercia, voor het jaar 757, maar in werkelijkheid was hij een usurpator

## Context
Vermoedelijk had hij een hand in de moord op zijn voorganger koning Æthelbald van Mercia. Lang zal zijn heerschappij niet duren. Hetzelfde jaar werd hij verdreven door Offa.